# Ferdinand R. Waldenberger
Ferdinand Rudolf Waldenberger (* 23. Mai 1958 in Steyr, Österreich) ist ein österreichischer Herzchirurg, Universitätsprofessor und Krankenhausmanager.

## Leben
Sein Medizinstudium absolvierte Waldenberger in neun Semestern an der Universität Innsbruck und operierte das erste Mal an einem Herzen mit 25 Jahren in Houston, Texas. Seine Ausbildung absolvierte er an der Universitätsklinik Innsbruck (Franz Gschnitzer und Helmuth Scharfetter), der Division for Artificial Organs in Salt Lake City, Utah (Don Olson und Bill DeVries), und am Texas Heart Institute, Houston, Texas (Denton Cooley und David Ott). Waldenberger gehörte zu dem Team, das 1983 die erste Herztransplantation in Österreich unter Raimund Margreiter durchführte und war 1984 in Houston unter Denton Cooley verantwortlich für die weltweit erste erfolgreiche Herztransplantation bei einem Neugeborenen. An der Charité in Berlin unter Wolfgang Konertz führte er 1997 die erste Bypass-Operation am schlagenden Herzen im deutschsprachigen Raum durch. Waldenbergers Spezialgebiete waren Kunstherzen bei Erwachsenen und Kindern sowie während seiner Tätigkeit in Wien komplexe Aortenaneurysma-Operationen am Aortenbogen mit selektiver Hirnperfusion. In Leuven, Belgien forschte er 1992  bis 1995 am Centrum voor Experimentele Heelkunde en Anaesthesiologie unter Willem Flameng im Bereich Myocardial Stunning, pulmonale Hypertension und Kunstherzen und erwarb 1995 an der Katholieke Universiteit Leuven seinen Ph.D. Seine Lehrbefugnis erhielt er mit der Habilitation 1998 an der medizinischen Fakultät der Universität Innsbruck.
Darüber hinaus führte Waldenberger im Rahmen von Charity-Projekten Operationen im Sudan und im Jemen durch. Im Jemen operierte er zum Beispiel ein Aortenaneurysma mit Aortenklappenersatz und Aortenisthmusstenose. Diese Operation erfolgte im Jemen zum ersten Mal.
2014 begann Waldenberger seine Laufbahn im Krankenhaus-Management. Er übernahm als Medizinischer Direktor das drittgrößte Krankenhaus Österreichs, das Klinikum Klagenfurt. Nach fünf wurde er nach Linz ins Kepler Universitätsklinikum, das zweitgrößte Klinikum in Österreich berufen. Dort übernahm er die interimistische Führung im Corona-Jahr 2020 bis zur Bestellung eines neuen ärztlichen Direktors. Bis 2025 war Waldenberger Ärztlicher Leiter im Arbeiter-Samariter-Bund Wien und war für den Aufbau der Telemedizin und der Arbeitsmedizin sowie des Bildungsangebots zuständig.
Waldenberger ist seit 2018 Inhaber eines Lehrstuhls für Gesundheitsökonomie und Organisationsethik  an der Sigmund Freud Privatuniversität Wien. Er unterrichtet zusätzlich an den Fachhochschulen in Krems und Steyr sowie der Landsteiner Privat-Universität in Krems, wo er für den Aufbau des Bereiches "Digitale Medizin" beauftragt wurde. Er ist Autor und Koautor zahlreicher wissenschaftlicher Publikationen, einiger wissenschaftlicher Bücher, Autor des „Handbuch für Herzbesitzer“ sowie Koautor des Buches „Im kranken Haus“. 
Er ist verheiratet und Vater dreier Töchter, zwei Juristinnen und eine Medizinerin.

## Veröffentlichungen
- O. U. J. Okereke, O. H. Frazier, D. A. Cooley, F. Waldenberger, B. Radovancevic: Cardiac transplantation - Current results at the THI. In: Texas Heart Institute Journal. Band 11, 1984, S. 228–234
- Ferdinand Rudolf Waldenberger: Novel cardiac assist devices with different unloading capacities. An experimental study (= Acta Biomedica Lovaniensia, Band 107). Leuven University Press, Leuven Belgium 1995, ISBN 90-6186-673-1, zugleich: Dissertation, Katholieke Universiteit te Leuven, 1995.
- F. R. Waldenberger, H. Hotz, M. Haisjackl, W. Konertz: Chirurgische Koronarrevaskularisation am schlagenden Herzen. In: Zeitschrift für Kardiologie. Band 85, 1996, suppl.4, S. 35–41
- W. Konertz, F. R. Waldenberger, M. Schmutzler, J. Ritter, J. Liu: Minimal access valve surgery through superior partial sternotomy: A preliminary study. In: The Journal of heart valve disease. Band 5, Nr. 6, 1996, S. 638–640
- F. R. Waldenberger: Neue kardiale Assist-Systeme mit unterschiedlichen Entlastungskapazitäten. Pathophysiologische experimentelle Untersuchungen.
- Heinz Weber, Christoph Herrmann-Lingen, Rainer Spinka, Ferdinand Waldenberger: Herzinsuffizienz. Vom Symptom zum Therapie-Erfolg. Springer-Verlag, Wien und New York 2008, ISBN 978-3-211-72020-2
- M. Gorlitzer, G. Weiss, F. Waldenberger, M. Grabenwöger: Combined Surgical and Endovascular Approach for the Treatment of Complex Thoracic Aortic Pathologies. In: Reinhart T. Grundmann (Hrsg.): Diagnosis and Treatment of Abdominal and Thoracic Aortic Aneurysms Including the Ascending Aorta and the Aortic Arch. ISBN 978-953-307-524-2
- Ferdinand Waldenberger: Handbuch für Herzbesitzer. Ueberreuter, Wien 2003, ISBN 3-8000-3991-5
- Marieluise Harrer, Ferdinand Rudolf Waldenberger, Gabriel Weiss, Sandra Folkmann, Michael Gorlitzer, Reinhard Moidl, Martin Grabenwoeger: Aortic arch surgery using bilateral antegrade selective cerebral perfusion in combination with near infrared spectroscopy. In: European Journal of Cardio-Thoracic Surgery. Band 38, Nr. 5, November 2010, S. 561–567, doi:10.1016/j.ejcts.2010.03.016
- Michael Gorlitzer, Gabriel Weiss, Reinhard Moidl, Sandra Folkmann, Ferdinand Waldenberger, Martin Czerny und Martin Grabenwöger: Repair of stent graft-induced retrograde Type A aortic dissection using the E-vita open prosthesis. In: European Journal Cardio-Thoracic Surgery. Band 42, Nr. 3, September 2012, S. 566–570, doi:10.1093/ejcts/ezs041

Rudolf Likar, Georg Pinter, Herbert Janig, Ferdinand Waldenberger: "Im kranken Haus - Ärzte behandeln das Gesundheitssystem". Verlag Carl Ueberreuter; 208 Seiten. ISBN 978-3-8000-7742-7